# 藤崎章
藤崎 章（ふじさき あきら、1921年5月1日 - 2007年9月13日）は、日本の経営者。住友金属鉱山社長、会長、相談役、経済同友会幹事等を歴任。

## 経歴
鹿児島県鹿児島市生まれ、出身。 旧制の東京府立第六中学校（現東京都立新宿高等学校）を経て、1939年3月第一高等学校卒業。第一高等学校では水泳部主将。1941年に東京帝国大学法学部政治学科を卒業し、1942年に住友金属鉱山に入社。1967年5月に取締役に就任し、1970年2月に常務を経て、1973年5月に社長に就任。1983年6月に会長に就任。1988年相談役に就く。
1979年4月に藍綬褒章を受章し、1987年11月に勲一等瑞宝章を受章した。
2007年9月13日老衰のために死去。86歳没。